# Ottoland
Ottoland (51° 54′ N, 4° 52′ L) é uma cidade dos Países Baixos, na província de Holanda do Sul. Ottoland pertence ao município de Molenwaard, e está situada a 10 km, a noroeste de Gorinchem.
Em 2001, a cidade de Ottoland tinha 173 habitantes. A área urbana da cidade é de 0.022 km², e tem 57 residências. 
A área de Ottoland, que também inclui as partes periféricas da cidade, bem como a zona rural circundante, tem uma população estimada em 490 habitantes.